# Église Saint-Pierre de Lija
Pour les articles homonymes, voir Église Saint-Pierre.
L'église Saint-Pierre est une église catholique située à Lija, à Malte.

## Historique
Construite au début du XVIe siècle, l'archevêque de Malte l'a confiée aux sœurs dominicaines. 